# Stazione di Torre de' Picenardi
La stazione di Torre de' Picenardi è una stazione ferroviaria posta lungo la linea Cremona-Mantova, a servizio dell'omonimo comune.
La gestione degli impianti è affidata a Rete Ferroviaria Italiana (RFI) controllata del Gruppo Ferrovie dello Stato.

## Strutture ed impianti

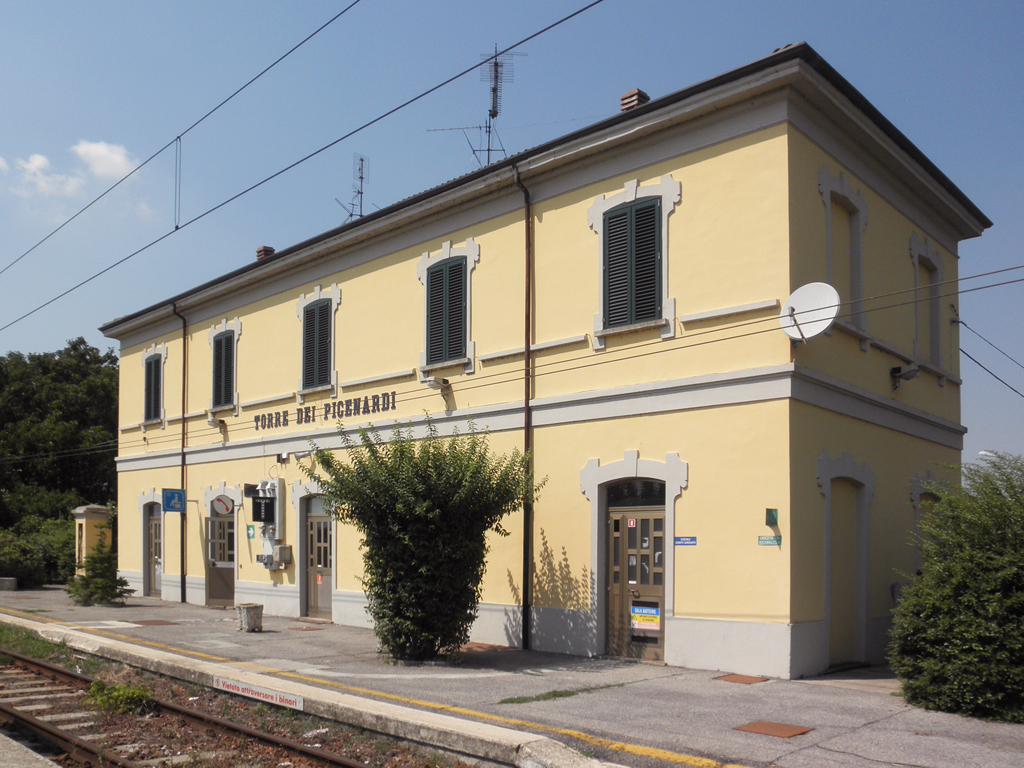
Il lato binari del fabbricato

Il fabbricato viaggiatori è un edificio in classico stile ferroviario.
La stazione conta due binari per il servizio passeggeri. È presente un piccolo scalo merci con un magazzino merci.